# Nepenthes alata
Nepenthes alata är en tvåhjärtbladig växtart som beskrevs av Francisco Manuel Blanco. Nepenthes alata ingår i släktet Nepenthes och familjen Nepenthaceae. Inga underarter finns listade i Catalogue of Life.

## Bildgalleri

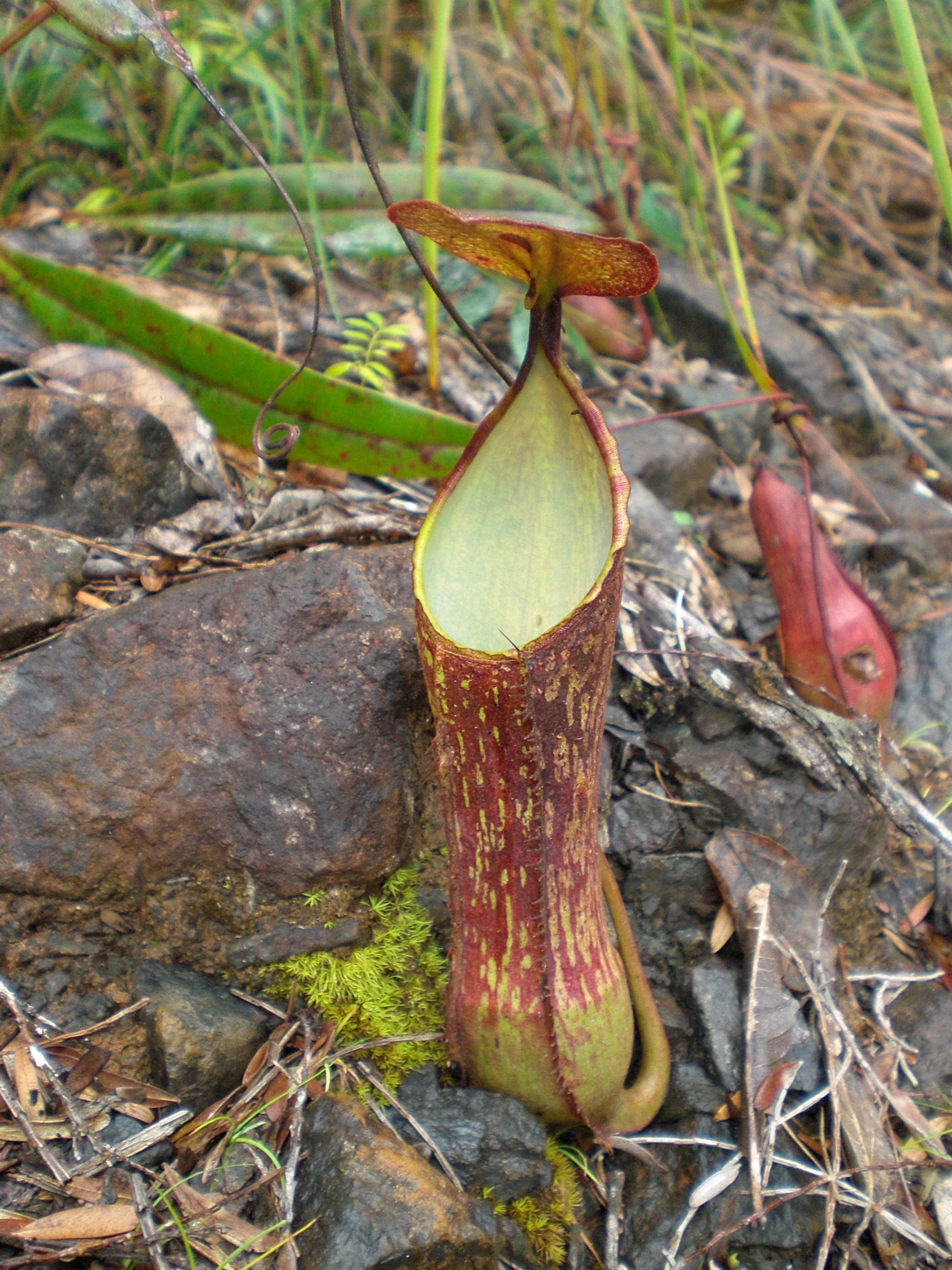
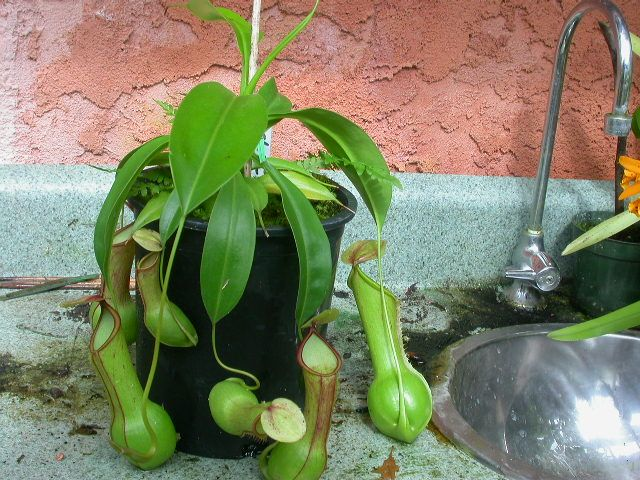
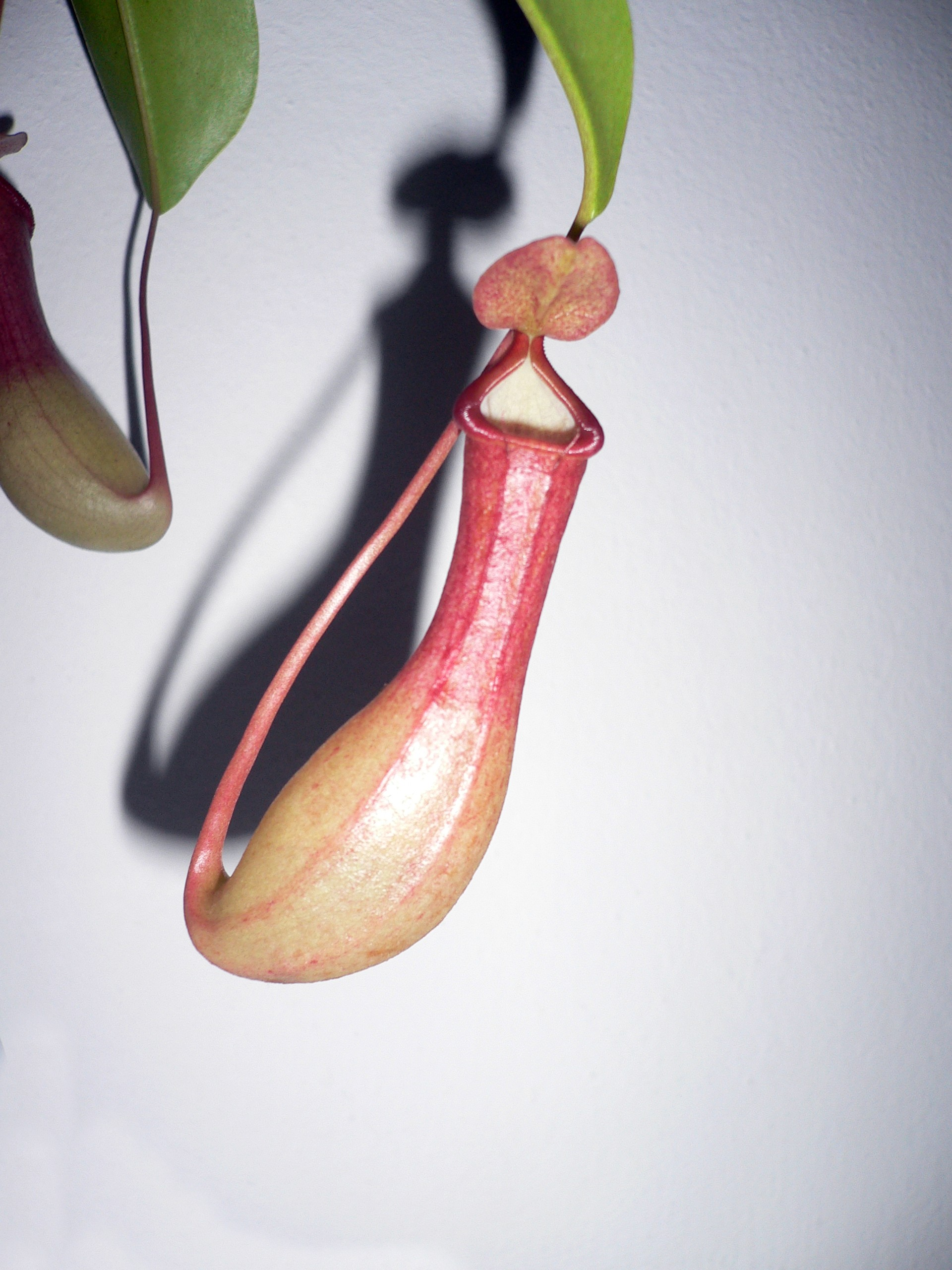
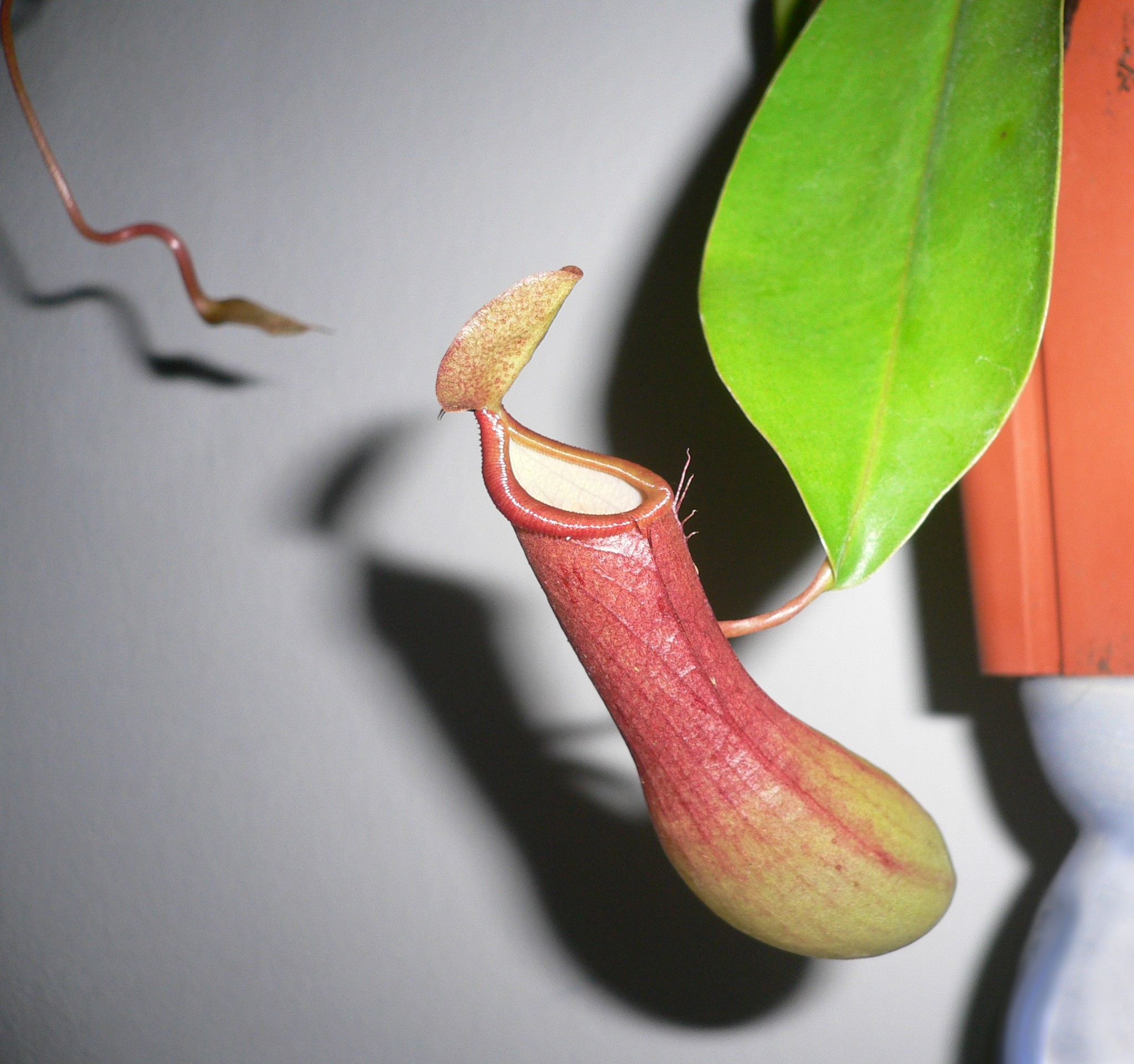
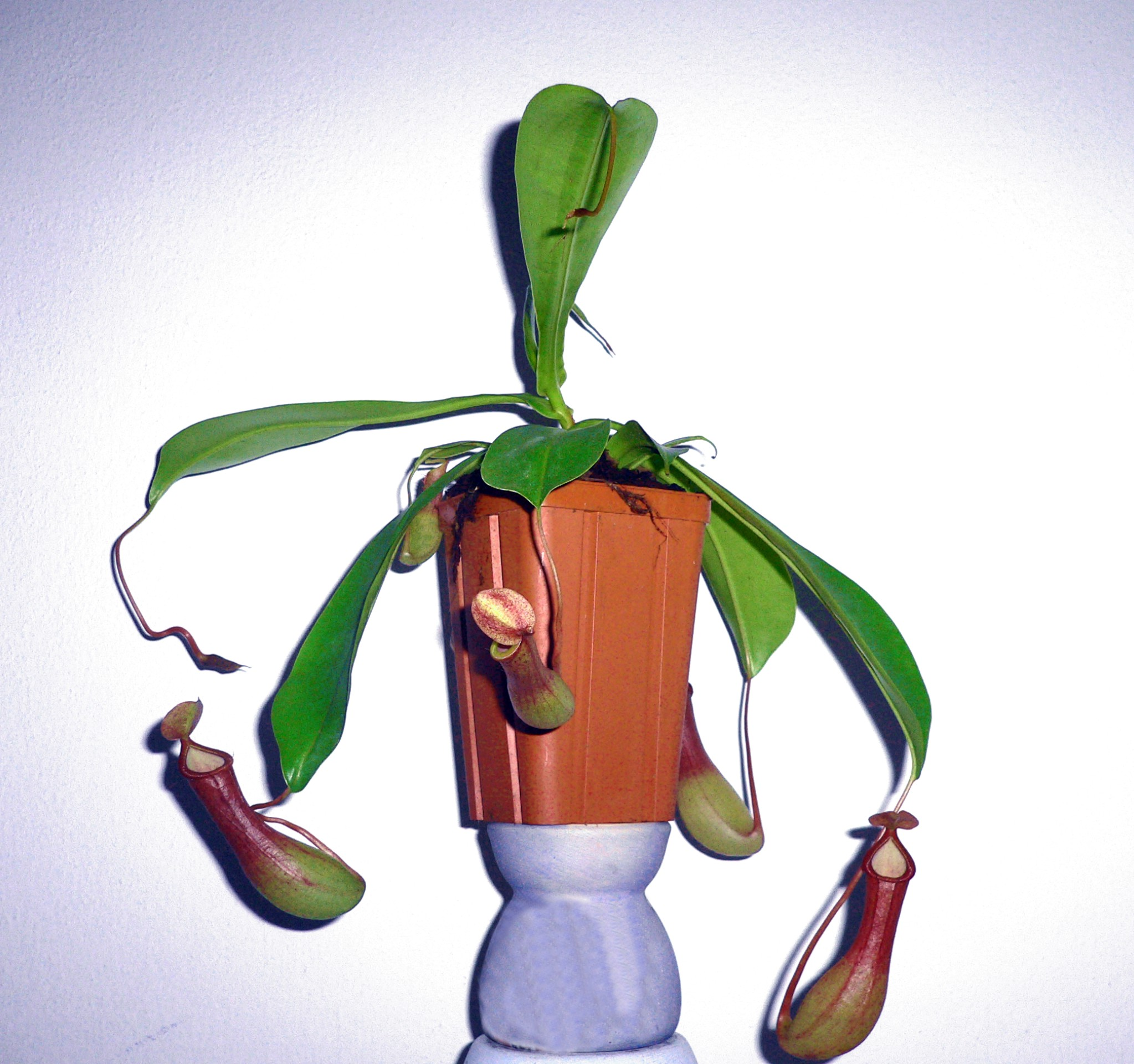
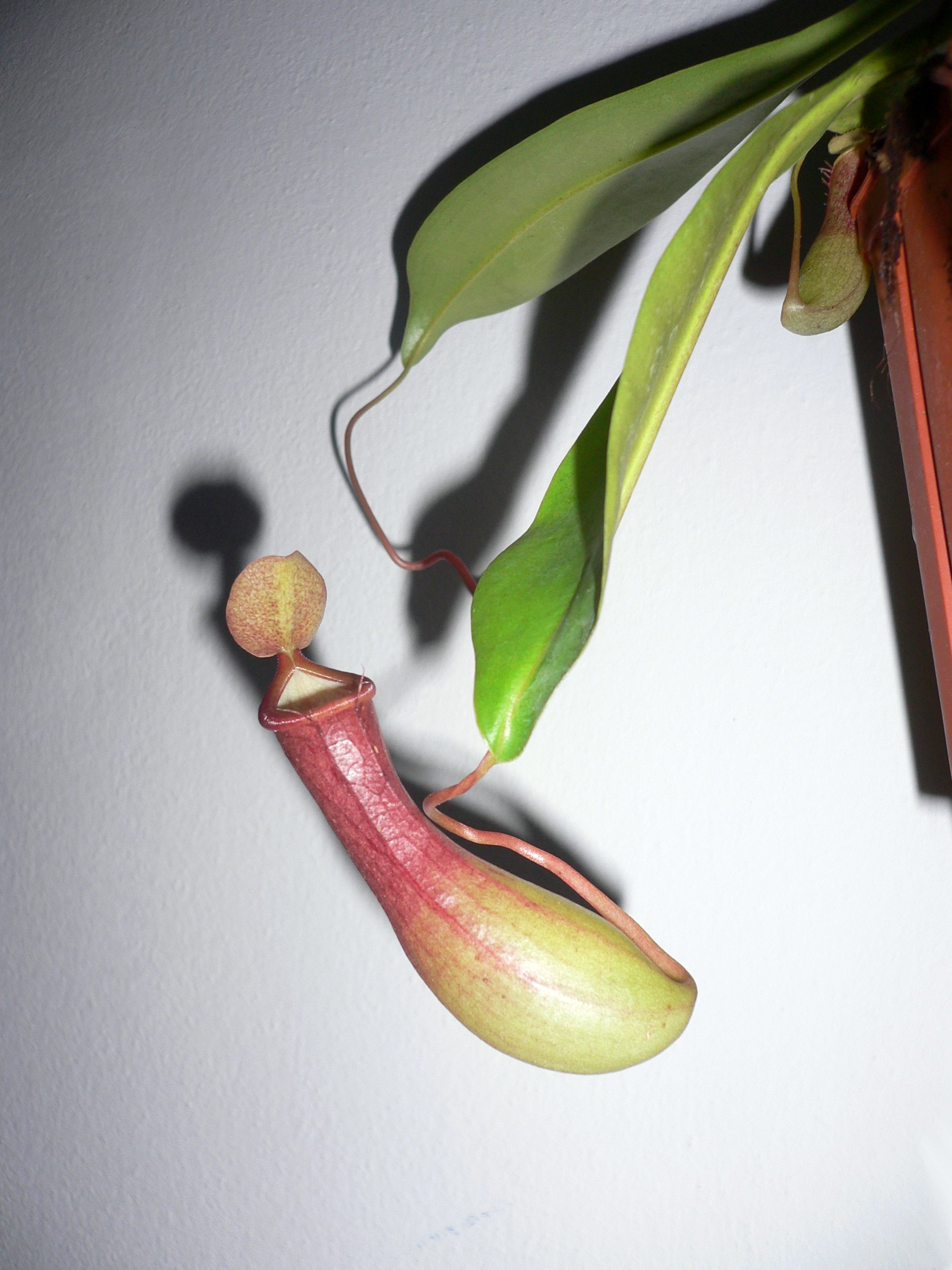